# Loxops
Genre
Loxops est un genre de passereaux de la famille des Fringillidae. Il est endémique de l'archipel d'Hawaï,,,,.

## Liste des espèces
Selon la classification de référence du Congrès ornithologique international (version 8.1, 2018), ce genre comprend 5 espèces :
- Loxops caeruleirostris (Wilson, SB, 1890) — Loxopse de Kauai, Akekee
- Loxops coccineus (Gmelin, JF, 1789) — Loxopse des Hawaï, Aképa de Kauai
- Loxopse mana (Wilson, SB, 1891) — Loxopse mana, Alauwahio des bois, Alauwahio d'Hawaï, Grimpeur d'Hawaï
- Loxops ochraceus Rothschild, 1893 — Loxopse de Maui
- Loxops wolstenholmei Rothschild, 1893 † — Loxopse d'Oahu